# 盧氏 (任城王妃)
卢妃（?—?），范阳郡涿县（今河北省涿州市)人，北魏尚书郎、林虑郡太守卢子规的女儿，卢臣客的姐姐，北齐任城王高湝的王妃。
北齐灭亡之际，丈夫高湝成为北齐名义上的皇帝。北齐被北周灭掉之後，高湝与齐后主一同被处死，而周武帝宇文邕把她赐给斛斯征。卢氏蓬首垢面，长吃斋不言笑。斛斯征把她放了，她出家为尼姑。隋朝开皇三年（583年），卢氏上表请隋文帝把高湝和他五个儿子安葬在长安北原。